# Marcel Effenberger

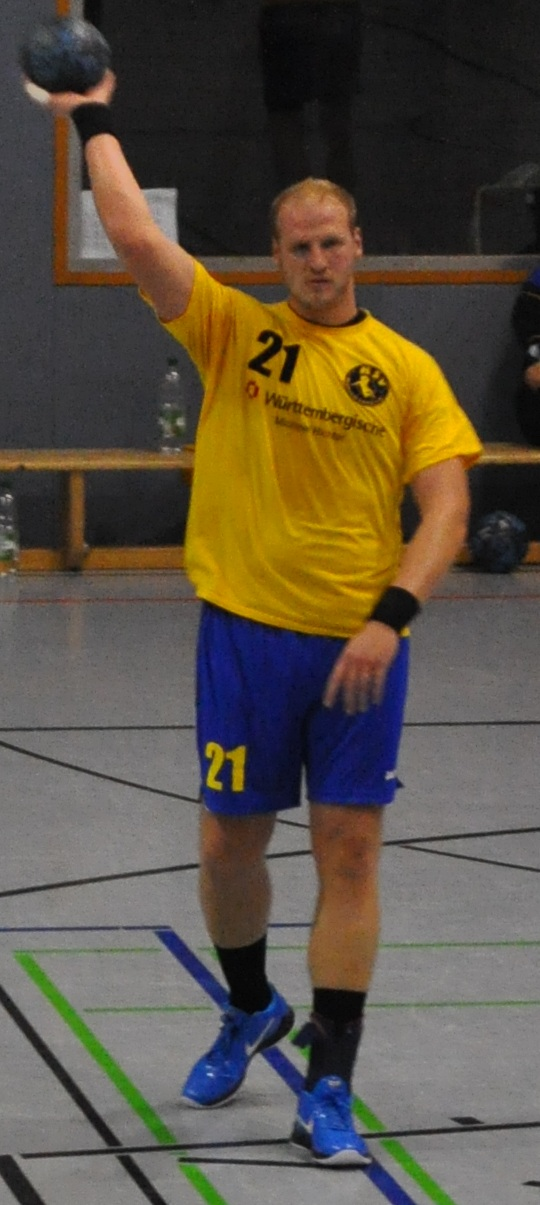
Marcel Effenberger (2010)

Marcel Effenberger (* 17. April 1983 in Demmin) ist ein ehemaliger deutscher Handballspieler.
Der 2,00 Meter große linke Rückraumspieler kam über die Vereine HSV Peenetal Loitz und SV Fortuna ’50 Neubrandenburg im August 2005 zum HC Empor Rostock und ab 9. November 2005 zum Stralsunder HV. Ab der Saison 2006/2007 spielte Marcel Effenberger wieder beim HSV Peenetal Loitz. Zur Saison 2012/2013 in der 3. Liga wechselte Marcel Effenberger zum Stralsunder HV. Er beendete seine Karriere nach der Saison 2013/2014.
Er ist gelernter Kaufmann im Groß- u. Außenhandel.